# Nolina erumpens
Nolina erumpens är en sparrisväxtart som först beskrevs av John Torrey, och fick sitt nu gällande namn av Sereno Watson. Nolina erumpens ingår i släktet Nolina och familjen sparrisväxter. Inga underarter finns listade i Catalogue of Life.